# Schlanderegg

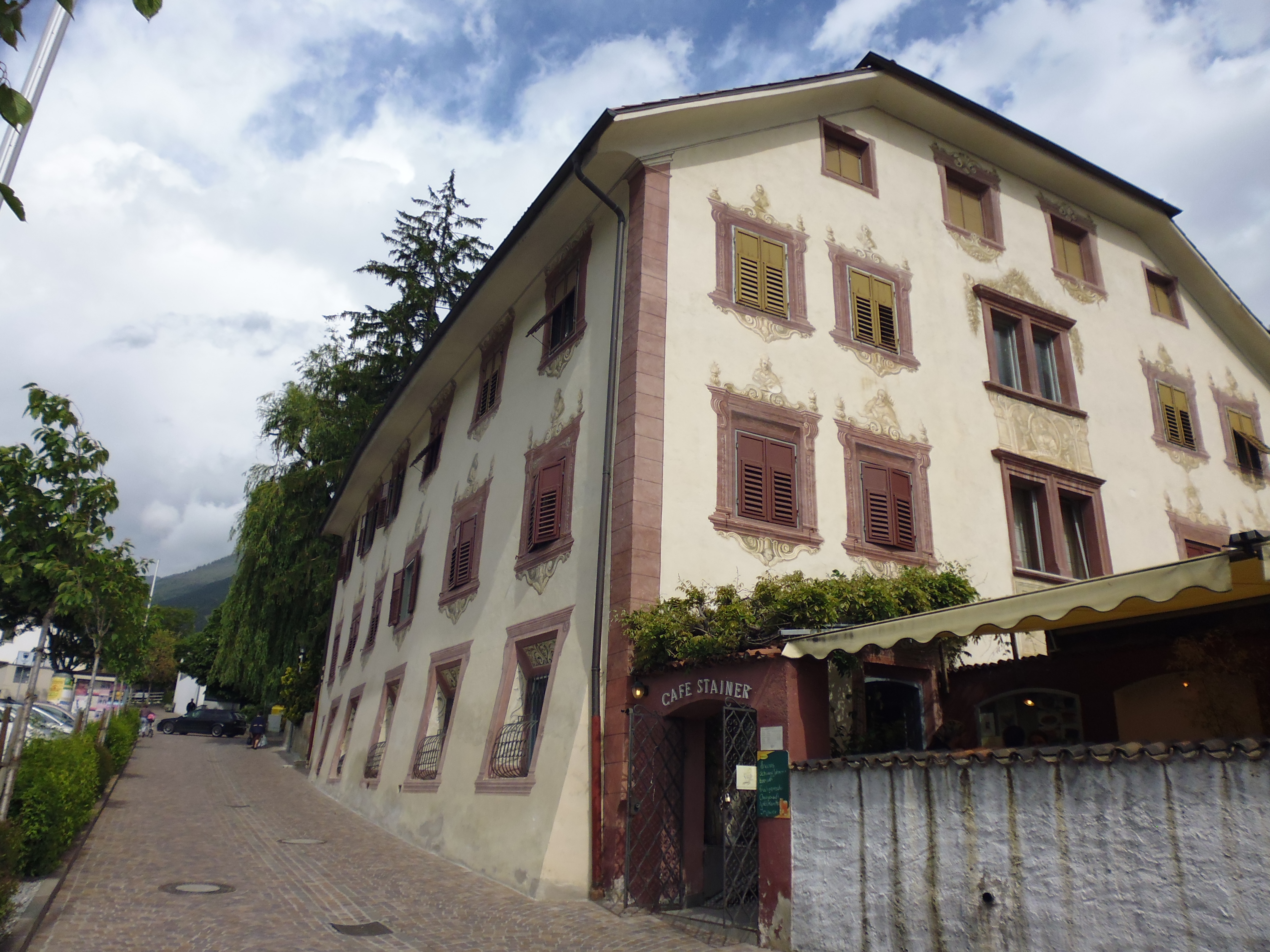
Ansitz Schlanderegg

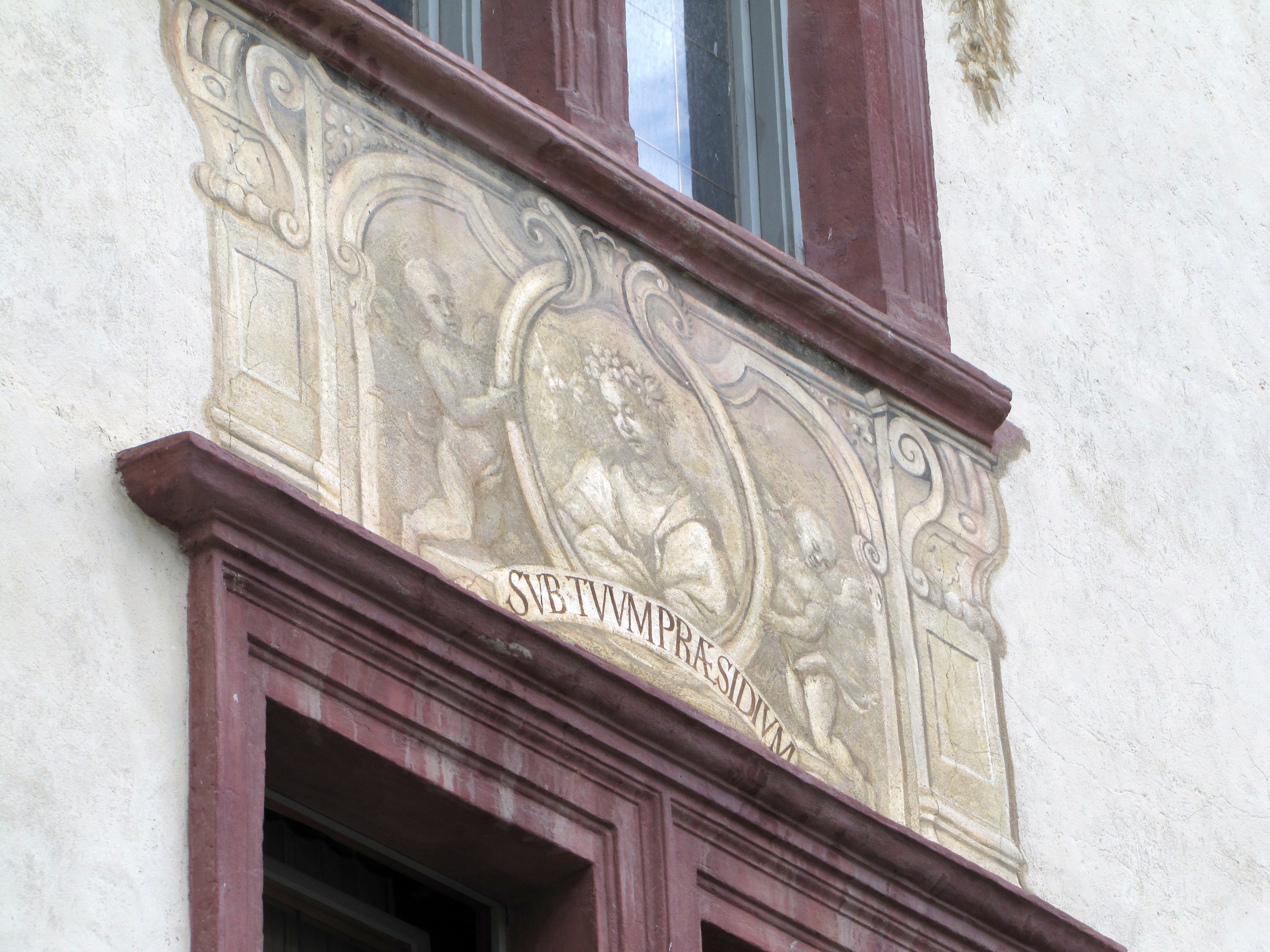
Details der Bemalung

Der Ansitz Schlanderegg (auch Stainerhaus genannt) befindet sich in der Marktgemeinde Schlanders im Vinschgau in Südtirol. Das Anwesen liegt an der Ecke Gerichtsstraße – Dr.-Heinrich-Vögele-Straße südlich der Schlandersburg.

## Geschichte
Das imposante Anwesen mit einem Krüppelwalmdach, das in seinem heutigen Zustand ab 1780 umgebaut wurde, hat einen Kern aus dem 14. Jahrhundert. Nachdem die Grafen Hendl den Bau um 1695 erweitert hatten, wurde er 1779 von ihnen mit dem Gerichtsschreiber Sebastian Anton Stainer gegen den Ansitz Freienturm getauscht. Bis zu diesem Zeitpunkt – und auch noch lange danach wurde das Anwesen „Hendlsberg“ genannt – eine Bezeichnung, die jedoch nicht mehr gebräuchlich ist. Seit 1775 ist der Bau im Besitz der Familie Stainer.
Der neue Besitzer gab dem Gebäude sein heutiges Aussehen. Es hieß lange Zeit, dass er zu den Umbauarbeiten angeblich auch Gefangene als Zwangsarbeiter eingesetzt habe. Heute ist es ein Wohnhaus, in dem auch ein Gastronomiebetrieb mit Außenbewirtschaftung (Cafe Stainer) untergebracht ist.

## Beschreibung
Schlanderegg ist ein rechteckiger dreieinhalbstöckiger Bau mit geschwungenem Giebel und Architekturbemalung, die sich auf die Fenster konzentriert, wobei die der oberen Stockwerke umfangreicher bemalt sind als das Erdgeschoss. Die Bemalung stammte von Hyronimus Peteffi (1714–1805) aus Schlanders. Peteffi hatte die Wiener Akademie absolviert und war um 1750 ein Schüler von Paul Troger gewesen. Es handelt sich um eine plastische Architekturmalerei mit Dekorationen, die ein ausgefeiltes ikonographisches Malprogramm verbirgt. Die Kunstwerke zeigen dabei grimassenschneidende Fratzen, Büsten hochgestellter Persönlichkeiten, Darstellungen der vier Jahreszeiten, von Berufsständen aber auch Gegenstände wie Pokale und Girlanden. An der West- und Nordseite sind dem Kellergeschoss Arkaden vorgelagert. Das Areal wird von einer Mauer umgrenzt, wobei das Haus selbst mit seiner westlichen Außenwand in die Mauer integriert ist. An die östliche Schmalseite schließt sich ein Hof an, der über ein ursprünglich schön bemaltes barockes Rundbogenportal betreten werden kann, dessen Bemalung – Säulenarchitektur, Blütengehänge und Maria mit Kind – aber im Laufe der Zeit stark gelitten hat. Auf der Nordseite des Geländes ragt ein modernes Wohnhaus in den Hof.
Die Signatur von Peteffi tauchte bei der Restaurierung im Jahre 1998 an der Ostfassade wieder auf. Eine Inschrift mit rot hervorstechenden römischen Majuskeln datiert den Beginn der Arbeiten auf das Jahr 1780.
Auch das Innere von Schlanderegg verweist auf herrschaftliche Ausstattung. Es finden sich stichkappengewölbte Hausgänge, Mittelsäle und eine ehemalige Hauskapelle. Ein Saal im zweiten Stock ist mit einer rosetteverzierten Decke ausgestattet.